# Ієйте Семен Львович
Семе́н Льво́вич Ієйте (нар. 1879 — пом. 1932) — міський голова Юзівки (1917 рік), гірничий інженер.

## Життєпис
Народився 1879 року. Після закінчення однієї з мінських гімназій вступив 1898 року до Київського університету. За участь у студентському рухові вже наступного року був виключений з нього.
1900 року вступає на навчання до Катеринославського вищого гірничого училища.
Перше місце роботи — Білянські копальні (розташовані поблизу села Біле Лутугинського району Луганської області). З 1905 року працює гірничим наглядачем на шахті «Іван» (рос. «Иванъ»), закладеній у 1868 — 1869 роках Іваном Іловайським. З 1909 року очолює гірничо-рятувальну станцію Маріупольського гірничого округу, яка розміщувалася у селищі Рутченкове (нині входить до складу Донецька).
Наприкінці лютого 1917 року брав участь у ліквідації аварії на Корсунській копальні № 1 у Горлівці. Тоді на шахті внаслідок вибуху пилу та метану загинуло 28 шахтарів і 5 рятувальників. Серед загиблих були директор шахти Вишневський, його помічник Косовський, головний інженер Свіртун, керівник центральної гірничо-рятувальної станції у Макіївці Микола Черніцин.
У серпні-вересні 1917 року на першому засіданні міської думи 73 гласних обирають Семена Ієйте міським головою Юзівки. Проте, вже 13 грудня того ж року міська дума обрала новим міським головою учителя братської школи Івана Васильовича Бартагова, також есера. Натомість Семена Ієйте висувають кандидатом у губернську народну раду (відповідник сучасної обласної ради).
Після відставки з посади міського голови Ієйте повертається до роботи у гірничо-рятувальній службі. З 1919 року завідував хімічною лабораторією Макіївської центральної гірничо-рятувальної станції; впродовж 1922 — 1924 років — школою інструкторів рятувальної справи у Макіївці.
1927 року Макіївська центральна гірничо-рятувальна станція була реорганізована у науково-дослідний інститут з безпеки гірничих робіт та гірничорятувальної справи. Семен Ієйте створив при ньому станцію гірничорятувальної справи, яку очолював до самої смерті 1932 року; одночасно керував фізико-хімічною лабораторією та викладав у місцевому гірничому інституті.